# 西川清之
西川 清之（にしかわ きよゆき、1947年8月 - ）は、日本の経営学者。龍谷大学経営学部経営学科名誉教授。研究分野は、アメリカの人的資源管理論、キャリア・マネジメント論。

## 来歴
北九州大学商学部卒業、西南学院大学大学院博士課程単位取得退学。1987年（昭和62年）旭川大学経済学部助教授を経て、1997年（平成9年）龍谷大学経営学部教授。2004年（平成16年）大学院経営学研究科長。この間、4～5年バージニア州立オールド・ドミニオン大学客員研究員を務めた。2016年名誉教授。

## 著書
著書に「マネジメント入門」、分担執筆に「経営学の巨人」などがある

## 所属団体
- 日本経営学会
- 北海道経済学会